# Chitrakoot (distrikt)
Chitrakoot är ett distrikt i den indiska delstaten Uttar Pradesh, och hade 766 225 invånare år 2001 på en yta av 3 205,9 km². Det gör en befolkningsdensitet på 239,0 inv/km². Den administrativa huvudorten är staden Chitrakoot Dham. Den klart dominerande religionen i distriktet är Hinduism (96,21 %).

## Administrativ indelning
Distriktet är indelat i två kommunliknande enheter, tehsils:
- Karwi
- Mau

## Städer
Distriktets städer är huvudorten Chitrakoot Dham samt Manikpur Sarhat och Rājāpur.
Urbaniseringsgraden låg på 9,99 procent år 2001.